# Spencer Peak
Der Spencer Peak ist ein 440 m hoher Berg an der Nordküste Südgeorgiens. Auf der Thatcher-Halbinsel ragt er südwestlich des Sappho Point  am Ufer der Cumberland Bay auf.
Der Name des Bergs ist erstmals auf einer Seekarte der britischen Admiralität aus dem Jahr 1906 verzeichnet. Namensgeber ist vermutlich Leutnant Patrick Spencer (1875–unbekannt) von der Royal Navy der 1906 an Bord der HMS Sappho federführend bei der Vermessung der Cumberland Bay war.